# Trolejbusy w Białej Cerkwi
Trolejbusy w Białej Cerkwi − system komunikacji trolejbusowej działający w ukraińskim mieście Biała Cerkiew.

## Historia
Trolejbusy w Białej Cerkwi uruchomiono 23 czerwca 1980 na trasie od ulicy Pawliczenka do głównego wejścia do fabryki opon o długości 5 km. W 1982-1983 rozbudowano sieć trolejbusową do placu Zwycięstwa i stacji kolejowej Rotok. Długość linii wtedy wynosiła 23,1 km. W 1988-1989 wybudowano drugą linię trolejbusową nr 2. 23 sierpnia otwarto jeszcze dwie linie do masywu Taraszczańskiego (nr 4 i 5). W październiku 2004 r. uruchomiono linie do masywu Piszczanego (nr 3) od placu Wolności, a 31 maja 2014 r. - od st. Rotok (nr 3a). W planach jest budowa linii od pl. Zwycięstwa do mikrorejonu Hajok, od pl. P.Zaporożca do dworca głównego i od pl. Zwycięstwa do 4-ego mikrorejonu.

## Linie
Obecnie w Białej Cerkwi jest 6 linii trolejbusowych:
| Linia | Trasa                                |
| ----- | ------------------------------------ |
| 1     | st. Rotok − pl. Zwycięstwa           |
| 2     | st. Rotok − 4-ty mikrorejon          |
| 3a    | st. Rotok − masyw Piszczany          |
| 4     | pl. Zwycięstwa − masyw Taraszczański |
| 5     | st. Rotok − masyw Taraszczański      |
| 8     | Ulica Rybna - pl. Zwycięstwa         |

## Tabor
Początkowo do obsługi linii posiadano 12 trolejbusów typu ZiU-9. Na początku lat 90. w Białej Cerkwi było około 85 trolejbusów ZiU-9 różnych odmian. W latach 1991−1993 zakupiono 9 przegubowych trolejbusów Киев-11 i YMZ T1. Obecnie w Białej Cerkwi są 25 trolejbusy:
- ZiU-9 − 9 trolejbusów  (w tym 2 odstawione) 3 odmiany
- Ikarus 280.94 - 4 trolejbusy (w tym 2 odstawione)
- LAZ-52522 − 1 trolejbus
- Dnipro E187 − 1 trolejbus
- JuMZ T2 − 3 trolejbusy
- MAZ-ETON T103 - 6 (w tym 2 odstawione)
- Dnipro T103 - 1 trolejbus